# Ion Bucsa
Ion Bucsa, auch Ivan Bucsa, (* 28. Februar 1968 in Kotowsk, Moldauische SSR, Sowjetunion) ist ein ehemaliger moldauischer Biathlet und Skilangläufer.
Ion Bucsa ist Lehrer und lebt in Chișinău. Er begann 1989 mit dem Biathlonsport und startete für den Zentralen Armeesportklub. Als moldauischer Biathlet hatte Bucsa zunächst keine Chance gegen die übermächtigen russischen Athleten. Erst mit der Auflösung der Sowjetunion konnten vermehrt auch Biathleten aus anderen früheren Sowjetrepublik international antreten. So gab er sein Debüt im Biathlon-Weltcup zum Auftakt der Saison 1993/94 in Bad Gastein und wurde 135. eines Einzels. Erstes Großereignis wurden die Biathlon-Weltmeisterschaften 1996 in Ruhpolding, wo der Moldauer als 74. sein bis dahin bestes internationales Resultat erreichte. Zwei Jahre später nahm er an den Olympischen Winterspielen 1998 in Nagano teil und erreichte mit den Rängen 70 im Einzel und 71 im Sprint seine besten internationalen Ergebnisse. Im weiteren Jahresverlauf lief er bei den Sommerbiathlon-Weltmeisterschaften 1998 in Osrblie, bei denen er 40. des Sprints und 33. des Einzels wurde. Zum Beginn der Saison 1998/99 erreichte Bucsa als 100. eines Einzels in Hochfilzen erstmals die Top 100. Wenig später kam er als 83. eines Sprints in Oberhof auf die erste zweistellige Platzierung, zugleich war es das beste Weltcup-Resultat. 2002 trat er bei den Olympischen Winterspielen von Salt Lake City im Skilanglauf an und wurde über 30 Kilometer 67. Bis 2002 nahm er regelmäßig am Weltcup teil, danach nur noch einmal für mehrere Rennen 2005.

## Biathlon-Weltcup-Platzierungen
Die Tabelle zeigt alle Platzierungen (je nach Austragungsjahr einschließlich Olympische Spiele und Weltmeisterschaften).
- 1.–3. Platz: Anzahl der Podiumsplatzierungen
- Top 10: Anzahl der Platzierungen unter den ersten zehn (einschließlich Podium)
- Punkteränge: Anzahl der Platzierungen innerhalb der Punkteränge (einschließlich Podium und Top 10)
- Starts: Anzahl gelaufener Rennen in der jeweiligen Disziplin

| Platzierung                                              | Einzel | Sprint | Verfolgung | Massenstart | Staffel | Gesamt |
| -------------------------------------------------------- | ------ | ------ | ---------- | ----------- | ------- | ------ |
| 1. Platz                                                 |        |        |            |             |         |        |
| 2. Platz                                                 |        |        |            |             |         |        |
| 3. Platz                                                 |        |        |            |             |         |        |
| Top 10                                                   |        |        |            |             |         |        |
| Punkteränge                                              |        |        |            |             |         |        |
| Starts                                                   | 14     | 29     |            |             |         | 43     |
| Stand: Karriereende, Daten möglicherweise nicht komplett |        |        |            |             |         |        |